# Boothia

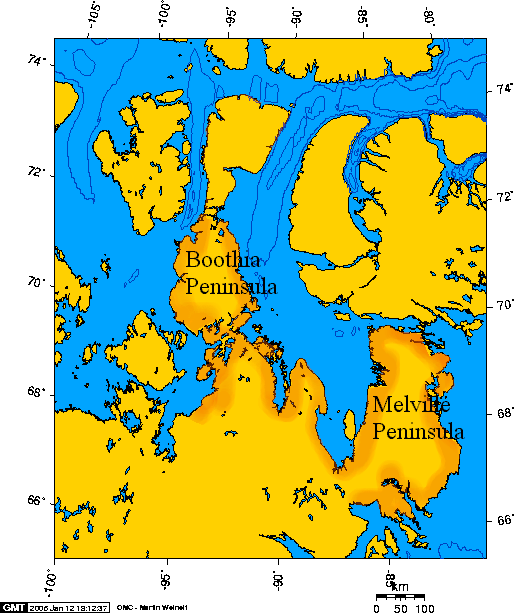
Mapa

Boothia (anglicky Boothia Peninsula nebo Boothia Felix, v inuktitutu Kingngailap Nunanga) je poloostrov v kanadském teritoriu Nunavik, obklopený Severním ledovým oceánem. Poloostrov má rozlohu 32 300 km² a žije na něm okolo osmi set obyvatel, převážně Inuitů, soustředěných do dvou osad: Taloyoak a Mission. Boothia je na jihu spojena s pevninou úzkou šíjí, na severu ji Bellotův průliv, široký necelé dva kilometry, odděluje od Somersetova ostrova. Mys Murchison Promontory je nejsevernějším bodem americké pevniny: nachází se na 71° 58′ severní šířky a 94° 57′ západní délky, 2013 km od severního pólu. Poloostrov je pokryt tundrou, nejvyšší vrchol má 573 metrů nad mořem.
Prvním Evropanem na poloostrově byl v roce 1829 John Ross, který ho pojmenoval podle mecenáše své výpravy, londýnského lihovarníka Felixe Bootha. V roce 1831 nalezl James Clark Ross ve vnitrozemí severní magnetický pól, jehož poloha se ale od té doby posunula severním směrem.